# Brendan Fletcher
Brendan Fletcher (ur. 15 grudnia 1981 w Comox Valley w Kolumbii Brytyjskiej) – kanadyjski aktor filmowy i telewizyjny.

## Wybrana filmografia
- Leprechaun: Origins (2014)
- Suddenly (2013)
- 13 Eerie (2013)
- Pacyfik (The Pacific, 2010)
- Zdjęcia Ginger 2 (Ginger Snaps 2: Unleashed, 2004)
- Zdjęcia Ginger 3: Początek (Ginger Snaps Back: The Beginning, 2004)
- Freddy kontra Jason (Freddy vs. Jason, 2003)
- The Adventures of Shirley Holmes (1996–2000)
- The Law of Enclosures (1999)
- Koniec lata (Summer's End, 1999)

## Nagrody
- Dwie nagrody Gemini (2001, 2005) oraz dwie nominacje do tej nagrody (1997, 2003).
- Nagroda Genie (2002) oraz nominacja do tej nagrody (2003).
- Nagroda Leo (1996) oraz dwie nominacje do tej nagrody (2005, 2006).
- Nagroda Copper Wing Award na Phoenix Film Festival (2001).
- Nagroda VFCC Award na Vancouver Film Critics Circle (2001).
- Nagroda dla najlepszego aktora na Wine Country Film Festival (2000).
- Nagroda YTV Achievement Award (1999) oraz nominacja do tej nagrody (1997).
- Dwie nominacje do nagrody Young Artist Award (1998, 2000).